# قطارهای حومه‌ای تهران

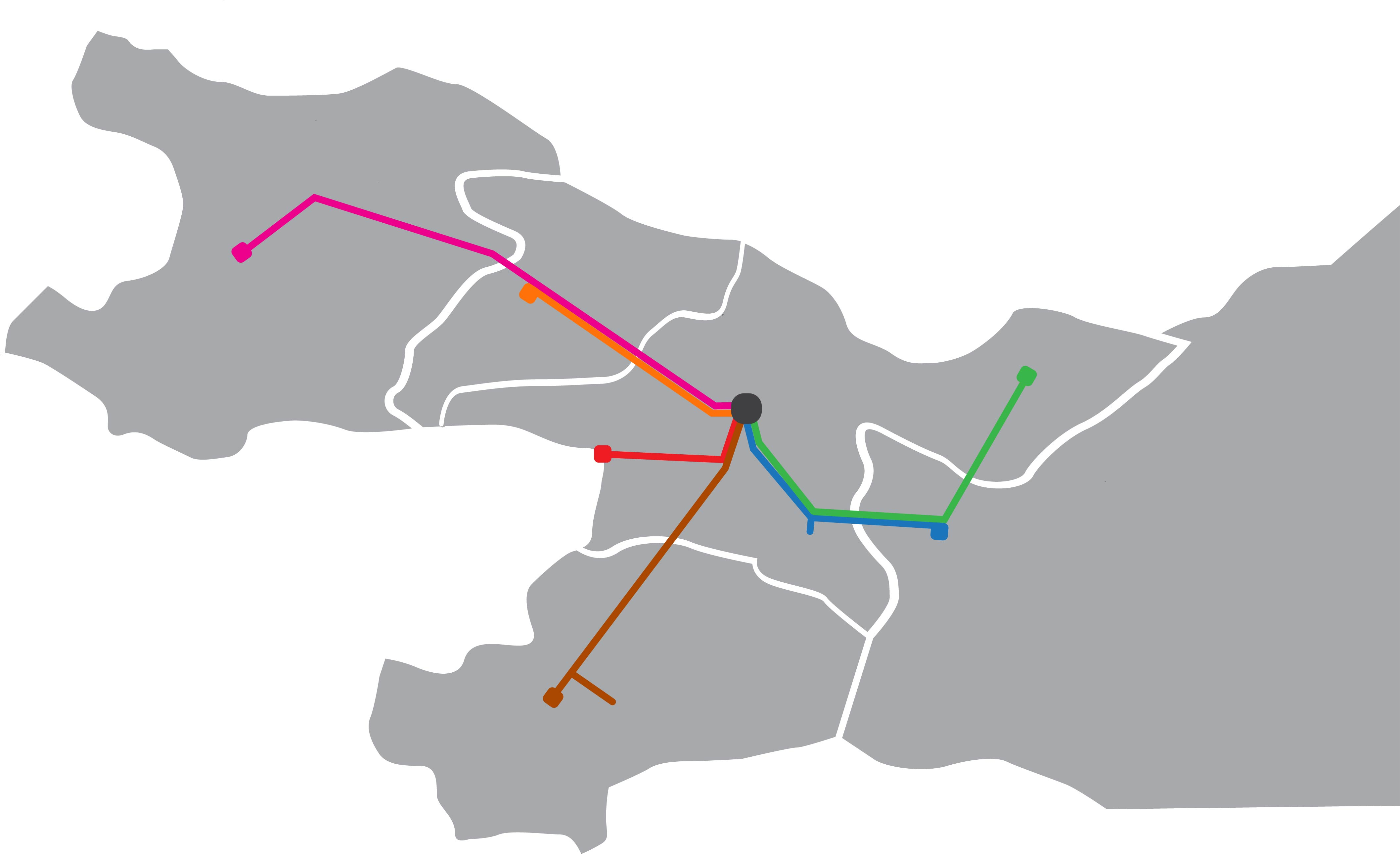
خطوط حومه‌ای تهران

تهران دارای شبکه‌ای شامل ۶ خط قطار حومه‌ای است که دسترسی آسان‌تر ساکنان شهرها و شهرک‌های اطراف تهران را به پایتخت فراهم می‌کنند. این شبکه ۵ استان کشور را در بر می‌گیرد. ناحیهٔ تهران با بیشترین تعداد خطوط و قطارهای حومه‌ای، بیشترین مسافران حومه‌ای را دارد.
این شبکه دارای خطوطی است که دسترسی تهران را به شهرهای کرج، قزوین، قم، پرند،نسیم شهر،اسلام‌شهر، پیشوا، ورامین، هشتگرد، رباط کریم، فیروزکوه، گرمسار و تاکستان فراهم می‌کنند.

## خطوط
شبکه قطار حومه‌ای تهران از ۶ خط تشکیل شده‌است.
| عنوان خط            | مسیر(ها)                                     | موقعیت نسبت به پایتخت | قطار(ها) |
| ------------------- | -------------------------------------------- | --------------------- | -------- |
| تهران-پرند          | ۱ مسیر (تهران-پرند)                          | جنوب غرب              | ۱۴       |
| تهران-کرج-هشتگرد    | ۱ مسیر (تهران-هشتگرد)                        | غرب                   | ۴        |
| تهران-قزوین-تاکستان | ۲ مسیر (تهران-قزوین) (تهران-تاکستان)         | شمال غرب              | ۳        |
| تهران-قم            | ۲ مسیر (تهران-قم) (تهران-جمکران)             | جنوب                  | ۶        |
| تهران-پیشوا-گرمسار  | ۲ مسیر (تهران-پیشوا-امام‌زاده) (تهران-گرمسار) | شرق                   | ۱۰       |
| تهران-فیروزکوه      | ۱ مسیر (تهران-فیروزکوه)                      | شمال شرق              | ۱        |

## ایستگاه‌ها
تهران-پرند:

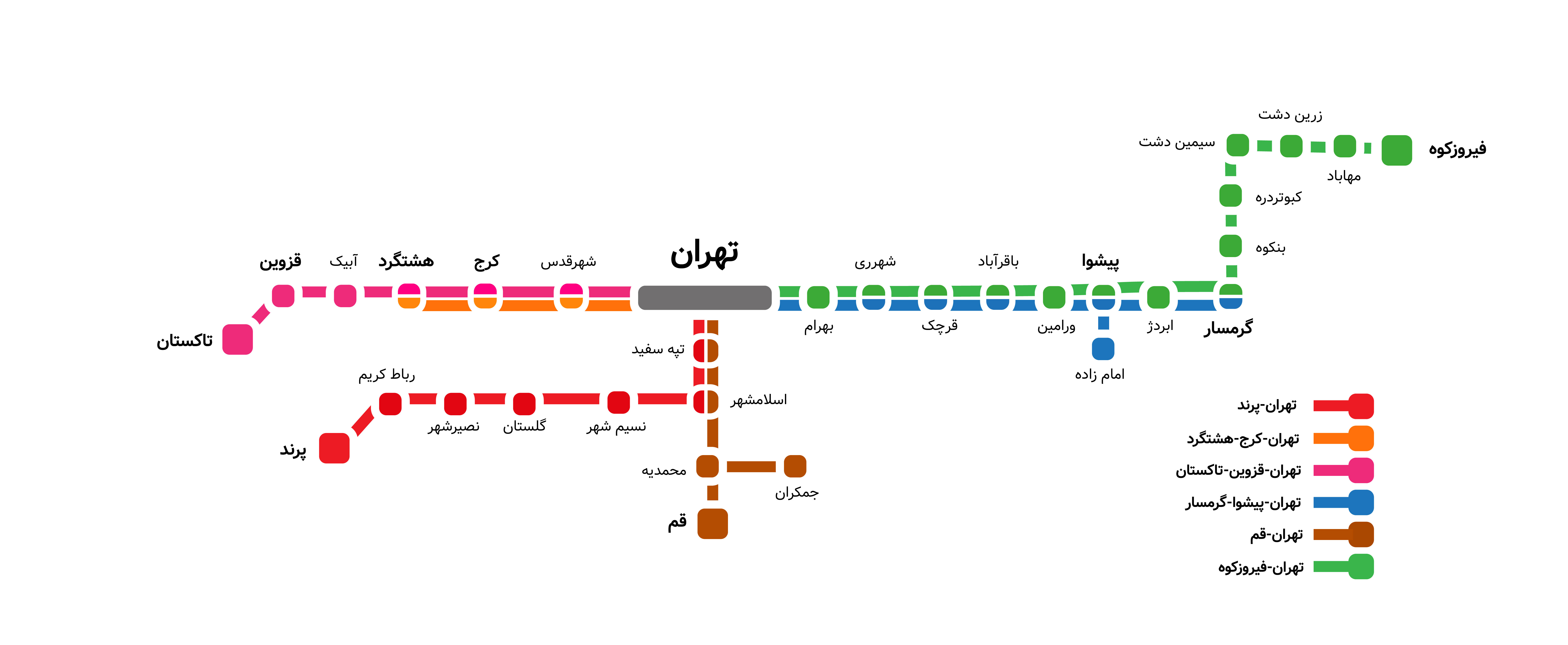
ایستگاه‌های حومه‌ای تهران

تهران-تپه‌سفید-اسلامشهر-نسیم‌شهر-گلستان-نصیرشهر-رباط‌کریم-پرند
تهران-تاکستان:
تهران-شهرقدس-کرج-هشتگرد-آبیک-قزوین-تاکستان
تهران-قم:
تهران-محمدیه-قم-جمکران
تهران-فیروزکوه:
بهرام-شهر ری-قرچک-باقرآباد-ورامین-پیشوا-امام‌زاده-ابردژ-گرمسار-بنکوه-کبوتردره-سیمین‌دشت-زرین‌دشت-مه‌آباد-فیروزکوه